# Clissold Park
Clissold Park est un espace vert à Stoke Newington, dans le London Borough of Hackney . Il a été nommé par le Metropolitan Borough of Stoke Newington, qui était l'autorité locale lors de la création du parc. Le parc s'étend sur 22,57 hectares. 
Ses installations comprennent des aires de jeux pour enfants, des terrains de sport, un terrain de boules, un terrain de skatepark, des courts de tennis, le café et d'autres attractions, y compris une volière avec diverses espèces captives, des cerfs et des chèvres en captivité, et deux petits lacs abritant des canards sauvages, des oies, des cygnes et d'autres oiseaux aquatiques. Le parc comprend également des vestiges de la rivière New, et le Capital Ring a certains de ses sentiers qui traversent une petite section du parc. 

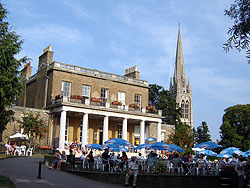
Le Clissold Park Café est situé dans la villa de la fin du XVIIIe siècle; la flèche de l'église St Mary, Stoke Newington peut être vue en arrière-plan

## Clissold House
Clissold House, l'ancienne villa du parc, est un bâtiment classé Grade II ; la maison sert de buvette et de lieu d'événement . En 2007, Clissold Park a été élu  Cœur de Hackney, dans un sondage I Love Hackney organisé par le Hackney Council. Le 30 Mars 2007, le Heritage Lottery Fund a annoncé l'octroi d'une subvention de développement pour 4,5 millions de livres dans le cadre de Grant Park Restauration  pour restaurer le parc et la maison à sa conception originale du XVIIIe siècle. 

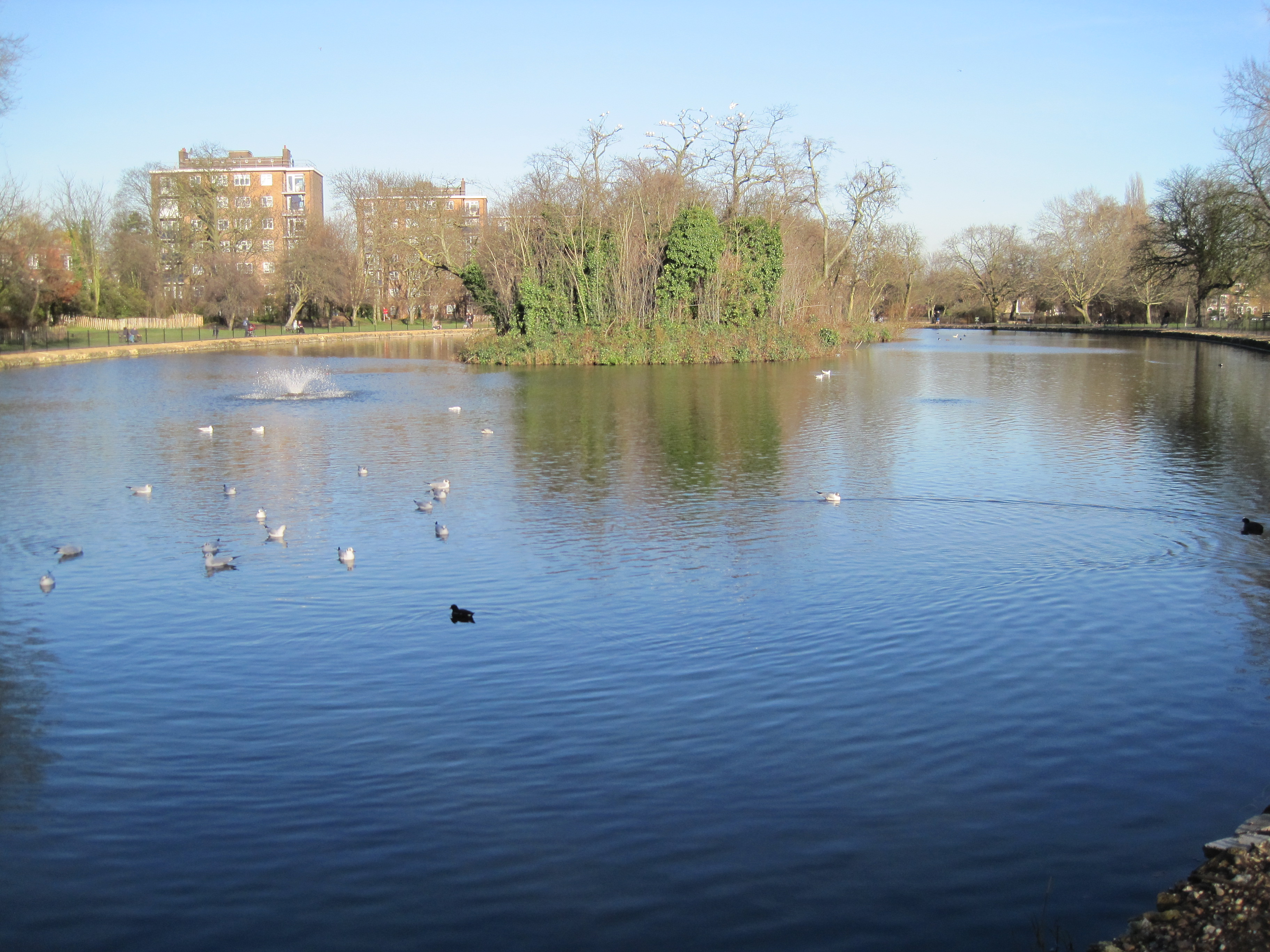
Lac de Clissold Park

Les travaux sur le projet de restauration du parc et de la maison Clissold ont commencé en janvier 2010 et, au cours des deux années suivantes, environ 8,9 millions de livres sterling  été dépensés pour améliorer la maison et le parc environnant. Le financement a été reçu du Heritage Lottery Fund, du Big Lottery Fund et du Hackney Council. Les plans  pour le parc comprenaient: 
- Restauration de la maison Clissold classée Grade II
- Restauration d'une section de la New River
- Entretien approfondi des deux lacs du parc
- Rénovation des enclos actuels pour animaux
- Création d'un nouveau parc de jeux et d'un skate park.

Clissold Park a reçu un prix du drapeau vert en juillet 2008  . La maison Clissold a été ajoutée au «Heritage at Risk Register» du patrimoine anglais en 1991, mais supprimée en 2012 après l'achèvement du programme de restauration .